# Масиас, Оскар
Оскар Уриэль Масиас Мора (исп. Óscar Uriel Macías Mora; род. 9 июля 1998, Гвадалахара) — мексиканский футболист, полузащитник клуба «Хуарес».

## Клубная карьера
Масиас — воспитанник клуба «Гвадалахара» из своего родного города. 23 октября 2017 года в матче против «Веракрус» он дебютировал в мексиканской Примере. В 2018 году Оскар стал обладателем Кубка чемпионов КОНКАКАФ, хотя на поле не вышел ни разу. Летом того же года Масиас для получения игровой практики на правах аренды перешёл в «Атлетико Сакатепек». 21 июля в матче против «Коррекаминос» он дебютировал в Лиги Ассенсо. В поединке против «Кафеталерос де Чьяпас» Оскар сделал «дубль», забив свои первые голы за «Атлетико Сакатепек».
В начале 2019 года Масиас был арендован Лобос БУАП. 6 января в матче против «Сантос Лагуна» он дебютировал за новый клуб.
Летом 2019 года Масиас на правах аренды присоединился к «Атлетико Сан-Луис». 28 августа в матче против «Монаркас Морелия» он дебютировал за новую команду. 30 сентября в поединке против «Тихуаны» Оскар забил свой первый гол за «Атлетико Сан-Луис».

## Международная карьера
В 2019 году в составе олимпийской сборной Мексики Масиас принял участие в Панамериканских играх в Перу. На турнире он сыграл в матчах против команд Гондураса и Уругвая.

## Достижения
«Гвадалахара»
- Победитель Лиги чемпионов КОНКАКАФ — 2018